# Рахел Ројсх
Рахел Ројсх (хол. Rachel Ruysch; Хаг, 3. јун 1664 — Амстердам, 12. август 1750) била је холандска барокна сликарка која се специјализовала за сликање мртве природе са цвећем.

## Биографија
Рођена је у Хагу, али се, када је имала 3 године, са својим оцем, Фредериком Рејшом, познатим анатомичаром и ботаничаром, преселила у Амстердам, где је он био постављен за професора. Он је окупио огромну колекцију реткости у својој кући, а она му је помагала и украшавале припремљене узорке за „liquor balsamicum“ са цвећем и чипком.
Са својих шеснаест година, почела је да шегртује ван Алсту, познатом Делфтском сликару, познатом по својим сликама цвећа. Године 1693, удала се за сликара портрета, Јуријаен Базена (1666-1745), са којим је имала десеторо деце. Њена сестра Пијетернел је била удата за Јана Муникса, младића који је нацртао цвеће у „Hortus Botanicus Amsterdam“, ботаничкој башти у Амстердаму, а сви они су били веома побожни.
Године 1701. је примљена у еснаф сликара у Хагу. Неколико година касније Рујсхова је позвана да ради у Диселдорфу и да служи као дворски сликар електора Рајнског палатината. Она је тамо остала да ради за њега и његову супругу од 1708, до принчеве смрти 1716. Када се вратила у Холандију, наставила је да слика своје старе клијенте.
Рујсх је била добро позната и по детаљном и реалном сликању кристалних ваза. На основу њених радова може се закључити да је сликала од када је била млада девојка, па све скоро до смрти. До сада је познато око стотину њених слика, а позадине слика су обично у мраку. Живела је 85 година, а умрла је у Амстердаму.